# Eleição municipal de Guarulhos em 1996
A eleição municipal de Guarulhos realizou-se em 3 de outubro de 1996 (primeiro turno) e 15 de novembro de 1996 (segundo turno). O prefeito titular era Vicentino Papotto do PMDB. Néfi Tales do PDT foi eleito no segundo turno.

## Resultado da eleição

### Primeiro turno
| Candidatos a prefeito      | Candidatos a vice-prefeito | Coligação                                               | Votação | Percentual |
| -------------------------- | -------------------------- | ------------------------------------------------------- | ------- | ---------- |
| Paschoal Thomeu PPB        | --                         | União por Guarulhos (PPB, PMDB, PL, PFL, PSB, PTB, PAN) | 156.850 | 39,36%     |
| Néfi Tales PDT             | Jovino Cândido PV          | Para Guarulhos Melhorar (PDT, PV, PST, PRP, PSDC, PSC)  | 98.414  | 29,33%     |
| Carlos Roberto PSDB        | Dalila Figueredo PSDB      | Chapa pura (PSDB)                                       | 65.139  | 19,41%     |
| Carlos Chnaiderman PT      | --                         | Chapa pura (PT)                                         | 31.523  | 9,39%      |
| Jair Galhard PRONA         | --                         | Chapa pura (PRONA)                                      | 5.460   | 1,63%      |
| Ailton de Paula Campos PSD | --                         | Chapa pura (PSD)                                        | 1.159   | 0,34%      |
| Manoel de Alencar PSTU     | --                         | Chapa pura (PSTU)                                       | 1.071   | 0,32%      |
| Marina Angelo PPS          | --                         | Chapa pura (PPS)                                        | 693     | 0,21%      |
| Fontes:                    |                            |                                                         |         |            |

### Segundo turno
| Candidatos a prefeito | Candidatos a vice-prefeito | Coligação                                               | Votação | Percentual |
| --------------------- | -------------------------- | ------------------------------------------------------- | ------- | ---------- |
| Néfi Tales PDT        | Jovino Cândido PV          | Para Guarulhos Melhorar (PDT, PV, PST, PRP, PSDC, PSC)  | 277.835 | 74,18%     |
| Paschoal Thomeu PPB   | --                         | União por Guarulhos (PPB, PMDB, PL, PFL, PSB, PTB, PAN) | 96.691  | 25,82%     |
| Fontes:               |                            |                                                         |         |            |